# Heinrich Laufenberg
Heinrich Laufenberg (19 de enero de 1872 - 3 de febrero de 1932) fue un destacado comunista alemán y uno de los primeros en desarrollar la idea del nacionalbolchevismo. Laufenberg era un académico de historia de profesión y también era conocido por el seudónimo de Karl Erler.

## Activismo en el SPD
Inicialmente miembro del Partido de Centro, Laufenberg se unió al Partido Socialdemócrata de Alemania (SPD) a principios del siglo XX. Se asoció con una facción de la izquierda del partido liderada por Wilhelm Schmitt y Peter Berten y cuando este grupo ganó la delantera dentro del partido de Düsseldorf en 1904, Laufenberg fue nombrado editor del órgano del partido Volkszeitung. Laufenberg también trabajó como educador dentro del partido, ofreciendo cursos básicos sobre socialismo a miembros del partido de Düsseldorf. En este punto de su carrera, Laufenberg respaldó el marxismo ortodoxo y apoyó a Clara Zetkin en sus luchas ideológicas con revisionistas como Gerhard Hildebrand. Dejó la ciudad en 1908 cuando se mudó a Hamburgo, dejando al grupo de Düsseldorf sin su principal intelectual.

## Liderazgo de Hamburgo
En Hamburgo, Laufenberg continuó trabajando en el ala izquierda del SPD antes de convertirse en miembro del grupo disidente del Partido Socialdemócrata Independiente de Alemania. Duro crítico de la participación alemana en la Primera Guerra Mundial, la popularidad de Laufenberg creció a medida que la guerra se prolongaba y la gente comenzaba a cansarse de participar en el conflicto.
El 30 de noviembre de 1918, durante la Revolución Alemana, fue elegido presidente del Consejo de Obreros y Soldados de Hamburgo. Como líder de este grupo, Laufenberg supervisó la disolución del Senado y la Bürgerschaft de Hamburgo y su sustitución por el pleno gobierno del Consejo. Sin embargo, al poco tiempo accedió a traer de vuelta a las dos instituciones en lo que se consideró una concesión a los intereses comerciales de la ciudad. De hecho, los bancos de la ciudad habían amenazado con retirar el crédito a las autoridades de la ciudad si no se restablecían estas instituciones. Bajo el liderazgo de Laufenberg, la ciudad sufrió una grave escasez de alimentos y huelgas generalizadas, lo que provocó que su base de poder fuera erradicada aún más. Paralizado por su dependencia de los bancos y las críticas del SPD, las acciones de Laufenberg cayeron drásticamente y enfrentó manifestaciones generalizadas contra su liderazgo. Incapaz de mantener su cargo, Laufenberg renunció el 19 de enero de 1919 y entregó el liderazgo del Consejo al SPD.

## Nacionalbolchevismo
En poco tiempo, Laufenberg se movió hacia el Partido Comunista de Alemania (KPD) y en poco tiempo el partido local quedó bajo el control de Laufenberg y su aliado Fritz Wolffheim. Los dos, que eran fuertes críticos del imperialismo alemán, produjeron un panfleto de 1915 contra el expansionismo alemán y atacaron al SPD por ser, según ellos, cómplice de tal agresión. Después de la guerra, en octubre de 1919, la pareja se puso en contacto con Karl Radek y le sugirieron una política que ya llamaban 'nacionalbolchevismo' (aunque también se ha sugerido que fue Radek quien acuñó el término para la política de Laufenberg y Wolffheim). Ellos buscaron una dictadura del proletariado que aprovecharía el nacionalismo alemán y volvería a colocar al país en pie de guerra contra los ejércitos aliados ocupantes en alianza con la Unión Soviética. Dentro de tal ideología, la necesidad de la lucha de clases debía dejarse de lado en favor de la cooperación entre clases en una guerra de liberación nacional. La idea inicialmente encontró cierto entusiasmo entre los miembros de la Liga Espartaquista.
Sin embargo, tal apoyo pronto decayó cuando Vladimir Lenin denunció públicamente la política, afirmando que Laufenberg estaba buscando una coalición de guerra con la burguesía alemana, antes de calificarlo de "absurdo". Pronto Laufenberg y Wolffheim fueron expulsados del KPD después de que intentaron resistir el liderazgo de Wilhelm Pieck. Radek, después de mostrar un entusiasmo inicial, pronto también denunció con vehemencia el nacionalbolchevismo de Laufenberg.

## Años posteriores
Laufenberg se convirtió en miembro fundador del Partido Comunista Obrero de Alemania (KAPD), uniéndose a Wolffheim en la conferencia de Heidelberg que estableció el partido. Sin embargo, en 1920 había sido expulsado del partido, siendo su nacionalbolchevismo la razón oficial de su salida. Laufenberg se convirtió en persona non grata en los círculos comunistas alemanes y Radek, que anteriormente había sido un crítico, fue acusado de seguir sus caminos cuando pronunció un discurso elogiando a Albert Leo Schlageter en 1923. A diferencia de su aliado Wolffheim, que se involucró en grupos al margen del Partido Nazi, se retiró de la política y en 1932 fue llorado como pionero del nacionalbolchevismo por Ernst Niekisch, quien escribió que "en 1919 Laufenberg ya pensaba en términos de continentes".